# Misael Gomes da Silva
Misael Gomes da Silva (Milagres, 21 de setembro de 1885 - Fortaleza, 20 de agosto de 1984) foi um padre brasileiro da Diocese do Ceará, atual Arquidiocese de Fortaleza. Foi capelão da Santa Casa de Misericórdia de Fortaleza e um dos fundadores do Colégio Cearense, além de ter instituído, em sua cidade natal, o Patronato Dona Zefinha Gomes.

## Biografia

### Juventude e estudos na Europa
Nasceu em Milagres no dia 21 de setembro de 1885, filho do coronel Antônio Gomes de Lacerda e Josefa Maria do Espírito Santo. Foi batizado a 1 de outubro na Igreja Matriz de Milagres pelo Vigário Pe. Manoel Rodrigues Lima.
Seus pais confiaram sua primeira educação ao Pe. José Fernandes de Medeiros, coadjutor e mais tarde Vigário da Freguesia. Logo em seguida, transferiram seus estudos  para Fortaleza, onde Misael estudou no Seminário Episcopal de 1900 a 1903. Depois de cursar Retorica e Filosofia, em 1903 entrou para o Seminário Maior, que deixou já em setembro para continuar os estudos na Europa, partindo em 19 de outubro para Gênova.
Em 8 de novembro de 1903, foi recebido no Colégio Pio Latino Americano em Roma. Frequentou a Faculdade de Filosofia na Pontifícia Universidade Gregoriana, recebendo o título de bacharel, depois o de licenciado e finalmente em sessão magna, presidida pelo Cardeal Merry dei Val, Secretario do Estado de S. S. Pio X, recebeu no ano de 1906 a láurea de Doutor em Filosofia.
Passou em seguida para a Faculdade de Teologia, onde recebeu os títulos de bacharel, licenciado e a segunda láurea de Doutor, tendo sido um dos seus professores o Pe. Billot S. J. elevado ultimamente à Purpura Cardinalícia pelo Summo Pontífice Pio X.
No Pontifício Colégio Pio Latino foi membro da Academia de Literatura Portuguesa “B. Ignacio de Azevedo” fundada desde 1889, tendo alcançado em 1906 e 1907 o premio de Distinção Honrado Cearense Brasileiro.

### Volta ao Brasil
Regressa ao Brasil em 1910 permanecendo como coadjuvante da Paróquia de São Joaquim. Dois anos depois regressa para Fortaleza, onde foi capelão da Santa Casa de Misericórdia, a partir de 1912. Fundou em 1913 ao lado do Padre Climério e Monsenhor Quinderé o Colégio Cearense. Por Provisão datada de 1 de julho de 1912, foi nomeado pelo Bispo Diocesano, D. Joaquim José Vieira, pro-Vigário Geral Provisor do Bispado durante alguns dias de ausência do Monsenhor Bruno Figueredo, que se achava no interior do Estado.
Publicou: A Nova Lei, Conferencia realizada no Club dos Diários em Fortaleza, Typ. Minerva, 1913, in-8.° de 21 pp.
Lecionou no Liceu do Ceará em 1918 e em 1925 fundou a Igreja de São Gerardo. Lecionou também na Escola Preparatória de Fortaleza (Colégio Militar), em seguida ingressou na fileiras do Exército em 1925, sendo sacerdote superior das Forças Armadas.
Foi membro do Instituto do Ceará em 1930. No mesmo ano, foi escolhido para compor a diretoria do Colégio Castelo Branco. O cônego Misael Gomes foi um dos fundadores da Associação Cultural Franco Brasileiro (Aliança Francesa) em 1943.
De 1951 a 1965, exerceu o seu apostolado na igreja de Santa Teresinha. Em 1952, foi eleito para a Academia Cearense de Letras ocupando a cadeira Nº 13 Patrono D. Jerônimo Tomé da Silva.

### Fundação do Patronato D. Zefinha Gomes
Em 16 de julho de 1956, o Padre Misael Gomes retorna a Milagres acompanhado por duas religiosas da Congregação das Filhas de Sant´Ana, Irmã Estefânia e Irmã Ana Zélia da Fonseca. Esse fato foi o ponto de partida para iniciar a construção de um colégio na cidade, a partir de um terreno doado pelo então prefeito, o Dr. Sebastião Cavalcanti, sendo inaugurado em 1957, levando nome da genitora do padre, Dona Josefa Maria do Espírito Santo, mais conhecida com Dona Zefinha Gomes.

### Morte
Aos 98 anos, em 20 de agosto de 1984, o Padre Misael Gomes faleceu, na cidade de Fortaleza. Seus restos mortais repousam no túmulo dedicado aos sacerdotes, no cemitério São João Batista em Fortaleza.

## Obras
O Cônego Misael Gomes publicou diversos trabalhos, entre eles:
- As mais fortes características do povo romano (1929)
- Primeiras Lições (1924);
- Discurso ao Dr. Washington Luís (1926);
- O Pontificado Romano (1929);
- Influência do Mundo Oriental na Civilização do Ocidente (1934);
- A Ciência da História (1934);
- História e Literatura (1937);
- Discursos de Recepção (1938);
- Dever, Pátria e o Instituto (1943);
- Monsenhor Furtado através de minhas reminiscências (1954); e
- Ceará e Paraíba (1969).

## Condecorações
- Medalha de Prata comemorativa do cinquentenário da proclamação da República;
- Diploma de Gratidão da Diocese de Limoeiro;
- Medalha de Ensino do Exército da Escola Militar de Resende-RJ;
- Medalha Marechal Trompowxky;
- Medalha Gustavo Barroso;
- Título de Doutor Honoris Causa da Universidade Federal do Ceará;
- Diploma de Amigo do Colégio Militar de Fortaleza;
- Medalha Justiniano de Serpa, outorgada pela Secretaria de Educação do Estado do Ceará.[2]

## Homenagens

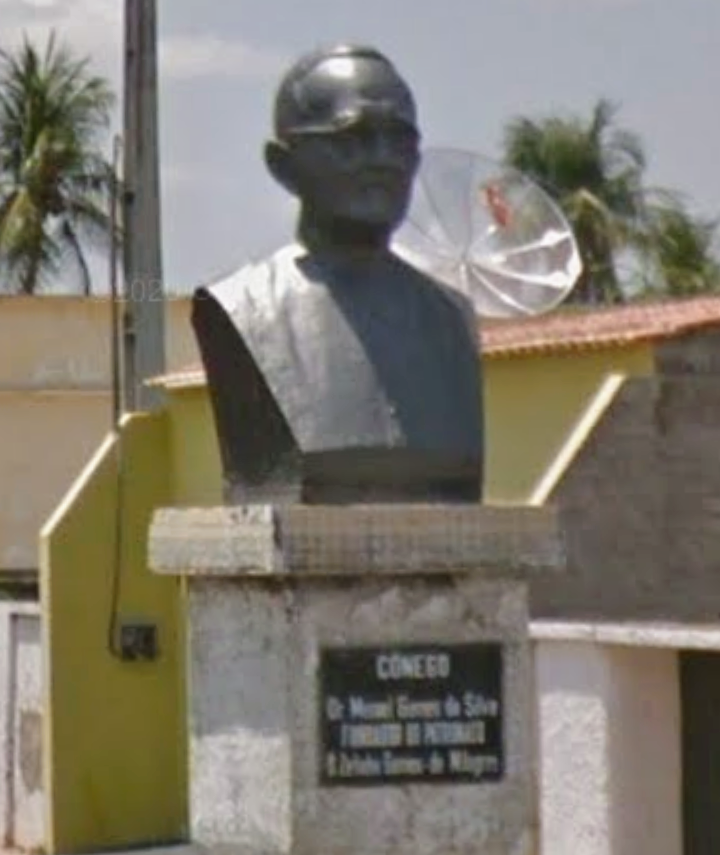
Busto do Padre Misael Gomes, na Avenida Santana, Milagres- Ceará

Uma das principais ruas da sua cidade natal, Milagres, teve sua denominação alterada para homenageá-lo. Além disso, na Avenida Santana, em frente ao Patronato Dona Zefinha Gomes, fica localizado um busto em sua homenagem.